# Лиланд Екстон Модезит
Лиланд Екстон Модезит (на английски: Leland Exton Modesitt, Jr) е плодовит американски писател на произведения в жанра мейнстрийм научна фантастика и фентъзи. Пише под псевдонима Л. Е. Модезит–младши (на английски: L. E. Modesitt jr).

## Биография и творчество
Лиланд Екстон Модезит-младши е роден на 19 октомври 1943 г. в Денвър, Колорадо, САЩ, в семейството на Лиланд Екстон Модезит, адвокат, и Нанси Лила. През 1965 г. завършва с бакалавърска степен колежа „Уилямс“, Масачузетс. След дипломирането си в периода 1965 – 1969 г. отбива военната си служба във Военноморските сили на САЩ като пилот достигайки чин лейтенант.
В периода 1969 – 1970 г. работи като пазарен анализатор към компания за промишлена пневматика в Литълтън, Колорадо. В периода 1970 – 1971 г. специализира в университета в Денвър. В периода 1971 – 1972 г. работи към пласмента на строителната компания „Koebel & Co.“ в Денвър.
От 1973 г. се премества във Вашингтон и до 1979 г. работи като законодателен асистент на американския конгресмен Бил Армстронг, а в периода 1979 – 1981 г. към конгресмена Кен Крамър. В периода 1980 – 1981 г. чете лекции по писане на научна фантастика в Университета „Джорджтаун“. В периода 1981 – 1983 г. е директор на Правната служба на Американската агенция за опазване на околната среда, а през 1984 – 1985 г. е консултант към Офиса на външните работи във Вашингтон. От 1985 г. до 1991 г. е консултант към компанията „Multinational Business Services, Inc.“.
От 1990 г. се премества в Ню Хампшър, където до 1993 г. работи като помощник по литература и творческо писане в Колежа на Плимут.
Първият му научнофантастичен разказ „The Great American Economy“ е публикуван през 1973 г. в „Analog Science Fiction and Science Fact“.
През 1982 г. е публикуван първият му фантастичен роман „The Fires of Paratime“. Оттогава е автор на над 70 романа. Най-известната му фентъзи поредица е „Сказание за острова на магиите“.
През 1964 г. Лиланд Модезит се жени за Вирджиния Дейл Ещенбърг, адвокат. Развеждат се през 1976 г. Имат четири деца – Лиланд Екстон III, Сюзън Карнал, Катрин Грант, и Нанси Майо. През 1977 г. се жени за Кристина Алма Грибън, възпитателка. Развеждат се през 1991 г. Имат две деца – Елизабет Леанор и Кристен Линеа. През 1992 г. се жени за Карол Ан Джейнс Хил, оперна певица и преподавател по музика, с две доведени деца – Лара Бет, Кевин Лорънс. През 1993 г. те се преместват да живеят в Сидър Сити, Юта.

## Произведения

### Самостоятелни романи
- Hammer of Darkness (1985)
- The Green Progression (1992) – с Брус Скот Ливинсън
- Adiamante (1996)
- Gravity Dreams (1999)
- The Octagonal Raven (2001)
- The Eternity Artifact (2005)
- The Elysium Commission (2007)
- Haze (2009)
- Empress of Eternity (2010)
- The One-Eyed Man (2013)
- Solar Express (2015)
- Haze and Hammer of Darkness (2016)

### Серия „Светът на боговете на времето“ (Timegods' World)
1. The Fires of Paratime (1982) – издаден и като „The Timegod“
2. Timediver's Dawn (1992)

### Серия „Еколитан“ (Ecolitan)
1. The Ecologic Envoy (1986)
2. The Ecolitan Operation (1989)
3. The Ecologic Secession (1990)
4. The Ecolitan Enigma (1997)

### Серия „Вечният герой“ (Forever Hero)
1. Dawn for a Distant Earth (1987)
2. The Silent Warrior (1987)
3. In Endless Twilight (1988)

### Серия „Сказание за острова на магиите“ (Recluce)
1. The Magic of Recluce (1991)
Вълшебството на Реклюс, изд.: ИК „Бард“, София (2003), прев. Венелин Мечков
2. The Towers of Sunset (1992)
Кулите на залеза, изд.: ИК „Бард“, София (2003), прев. Венелин Мечков
3. The Magic Engineer (1994)
Творецът на магия, изд.: ИК „Бард“, София (2003), прев. Венелин Мечков
4. The Order War (1995)
Войната на реда, изд.: ИК „Бард“, София (2003), прев. Венелин Мечков
5. The Death of Chaos (1995)
Смъртта на хаоса, изд.: ИК „Бард“, София (2003), прев. Камен Костов, Венелин Мечков
6. Fall of Angels (1996)
Падането на ангелите, изд.: ИК „Бард“, София (2003), прев. Камен Костов, Венелин Мечков
7. The Chaos Balance (1997)
8. The White Order (1998)
9. Colors of Chaos (1999)
10. Magi'I of Cyador (2000)
11. Scion of Cyador (2000)
12. Wellspring of Chaos (2004)
13. Ordermaster (2005)
14. Natural Ordermage (2007)
15. Mage-Guard of Hamor (2008)
16. Arms-Commander (2010)
17. Cyador's Heirs (2014)
18. Heritage of Cyador (2014)

### Серия „Йохан Ешбах“ (Johan Eschbach)
1. Of Tangible Ghosts (1994)
2. The Ghost of the Revelator (1998)
3. Ghost of the White Nights (2001)

### Серия „Вяра“ (Parafaith)
1. The Parafaith War (1996)
Войната на вярата, изд.: ИК „Бард“, София (1999), прев. Здравка Ефтимова
2. The Ethos Effect (2003)

### Серия „Спелсонг“ (Spellsong Cycle)
1. The Soprano Sorceress (1997)
2. The Spellsong War (1998)
3. Darksong Rising (1999)
4. The Shadow Sorceress (2001)
5. Shadowsinger (2002)

### Серия „Корейски хроники“ (Corean Chronicles)
1. Legacies (2002)
2. Darknesses (2003)
3. Scepters (2004)
4. Alector's Choice (2005)
5. Cadmian's Choice (2006)
6. Soarer's Choice (2006)
7. The Lord-Protector's Daughter (2008)
8. Lady-Protector (2011)

### Серия „Архформа: Красота“ (Archform: Beauty)
1. Archform: Beauty (2002)
2. Flash (2004)

### Серия „Животът на зографа“ (Imager Portfolio)
1. Imager (2009)
2. Imager's Challenge (2009)
3. Imager's Intrigue (2010)
4. Scholar (2011)
5. Princeps (2012)
6. Imager's Battalion (2013)
7. Antiagon Fire (2013)
8. Rex Regis (2014)
9. Madness in Solidar (2015)

### Сборници
- Viewpoints Critical: Selected Stories (2008)